# Bergalingen
Bergalingen ist ein Ortsteil der Gemeinde Rickenbach im Baden-Württembergischen Landkreis Waldshut.

## Lage
Das Dorf liegt im Hotzenwald, ca. 1,7 km südwestlich von Rickenbach. Im Osten fließt die Heidewuhr vorbei, ein Zufluss des Rheins. Die Landesstraße L 155 Richtung Wehr durchquert den Ort, die Kreisstraße K 6539 mündet hinein.

## Geschichte
Bodenfunde lassen darauf schließen, dass vermutlich schon in der Jungsteinzeit bei Bergalingen eine Siedlung bestand. 
1257 tritt der Ort zum ersten Mal in Erscheinung. Ursprünglich zur Grafschaft Wehr gehörend, kam er 1272 unter die Herrschaft Rudolfs von Habsburg und wurde später der Einung Rickenbach zugeteilt. Bis 1805 gehörte Bergalingen  zu Vorderösterreich und fiel dann an Baden.
Die ehemalige Gemeinde wurde am 1. Januar 1975 im Zuge der Gemeindegebietsreform nach Rickenbach eingemeindet.

## Persönlichkeiten
- Eulogius Böhler (1861–1943), Kirchenmaler und Restaurator (geboren in Bergalingen)